# مهدی آژیر
مهدی آژیر (زادهٔ ۲۶ تیر ۱۳۲۱، تهران – درگذشتهٔ ۱۶ اسفند ۱۳۶۶، تهران) دوبلور و مدیر دوبلاژ ایرانی بود.

## زندگی‌نامه
او فعالیت در دوبلاژ را در سال‌های نخستین دهه ۴۰ آغاز کرد و به دلیل استعدادی که در امر تیپ‌سازی داشت، خیلی زود به گوینده‌ای حرفه‌ای در دوبلاژ کارتون تبدیل شد. از شخصیت‌هایی که مهدی آژیر به جای آن‌ها صحبت کرده می‌توان به تنسی تاکسیدو در کارتون ماجراهای تنسی تاکسیدو و چاملی، شیلا در کارتون سندباد، به‌جای دارکوب در سریال وودی وودپکر و بانکو در کارتون ماجراهای گالیور اشاره کرد. او هم‌چنین در چند فیلم و سریال گویندگی کرد.
مهدی آژیر در سال ۱۳۴۷ با ناهید شعشعانی که او نیز دوبلور بود ازدواج کرد و از او دارای دو فرزند به نام‌های شیده و شیلا گردید که هر دو گویندگی هم کرده‌اند.
وی نیمه شب شانزدهم اسفند ۱۳۶۶ در خانهٔ شخصی خود درگذشت.

### دوبله آثار کارتونی و عروسکی
| نام کارتون                              | نقش                          |
| --------------------------------------- | ---------------------------- |
| دنیای شگفت‌انگیز والت دیزنی              | دانلد داک                    |
| معاون کلانتر                            | وینس (موش کور)               |
| صد و یک سگ خالدار                       | راجر                         |
| ماجراهای تنسی تاکسیدو و چاملی           | تنسی تاکسیدو                 |
| ماجراهای گالیور                         | بانکو                        |
| دارودسته یوگی (در ایران: یوگی و دوستان) | بو-بو خرسه                   |
| رابین هود (دوبله دوم)                   | تریگر (کرکس نگهبان) + لاک‌پشت |
| سندباد                                  | شیلا                         |
| بچه خرس‌های قطبی (میشکا و موشکا)         | اورا (بچه سیل)               |
| مهاجران                                 | آقای پتی‌بل                   |
| بچه‌های کوه آلپ                          | پدر آنت                      |
| ماجراهای ساتورنن                        | ساتورنن (جوجه اردک)          |
| مجموعهٔ عروسکی نخودی                     | نخودی                        |
| مجموعهٔ عروسکی هادی و هدی                | پدر                          |
| موش کوهستان                             | روباه قرمزی (در چند قسمت)    |
| پینوکیو                                 | روکو دارکوب (در چند قسمت)    |
| عصر حجر                                 | نقش‌های مهمان                 |
| گوریل انگوری                            | نقش‌های مهمان                 |
| ماجراهای تام سایر                       | نقش‌های مهمان                 |
| بل و سباستین                            | نقش‌های مهمان                 |